# Аув-бай-Прюм
Аув-бай-Прюм (нем. Auw bei Prüm) — населённый пункт, коммуна (ортсгемайнде) в Германии, в земле Рейнланд-Пфальц.
Входит в состав района Айфель-Битбург-Прюм. Подчиняется управлению Прюм. Население составляет 676 человек (на 31 декабря 2010 года). Занимает площадь 22,11 км².
Город подразделяется на 6 городских районов.